# Диспатер
Диспатер, Дис патер (лат. Dīs Pater [diːs ˈpa.tɛr]) — древнеримский бог подземного мира. Первоначально — хтонический бог плодородных земель и подземных богатств; позже был приравнен к римским божествам Плутону и Оркусу, стал богом подземного мира.
Полное имя бога Диспатер, ставшее альтернативным названием подземного мира у римлян, традиционно сокращается до Дис. Его именем могут называть и части подземного мира, такие как город Дит в Божественной комедии, включающий в себя Нижний ад.
Часто считается, что Диспатер также был кельтским богом. Путаница возникает из-за цитирования одного из комментариев Юлия Цезаря к Галльским войнам (VI: 18). Цезарь говорит, что галлы утверждали, будто произошли от Dīs Pater. Однако замечание Цезаря является ярким примером интерпретации: Цезарь имел в виду, что галлы утверждали своё происхождение от галльского бога, который напоминал ему римского Диса патера. На роль бога подземного мира существуют другие аналогичные божества в кельтской мифологии, такие как галльский Суцелл, ирландский Донн и валлийский Бели Маур.

## Этимология
В «De natura deorum» Цицерон выводит имя Диспатера от dives, что означает «отец богатства», прямо связывая его с именем Плутона (от др.-греч. Πλούτων, Ploutōn, что означает «богатый»). По мнению некоторых авторов XIX века, многие из этимологических выводов Цицерона не следует воспринимать всерьёз, однако этот конкретный вывод Цицерона был воспринят некоторыми современными авторами. Некоторые даже предполагали, что Dīs Pater является прямой калькой от Plouton.
Как вариант, он может быть производным от Юпитера (протоиндоевропейский Dyeus Phter, или «Зевс-отец»).

## Мифология
Подобно Плутону, Диспатер в конечном итоге стал ассоциироваться со смертью и подземным миром, так как ископаемые богатства — драгоценные камни и металлы — происходят из недр Земли, где и лежит царство мёртвых.
Будучи соединённым с Плутоном, Диспатер взял на себя некоторые из греческих мифологических атрибутов Плутона (Аида), будучи одним из трёх сыновей Сатурна (греческого Хроноса) и Опы (греческой Реи), наряду с Юпитером и Нептуном. Правил подземным миром и мёртвыми со своей женой Прозерпиной (греческой Персефоны). В литературе обычно использовался как символический и поэтический способ обозначения самой смерти.

## Поклонение
В 249 и 207 годах до н. э. римский сенат во главе с Луцием Кателлием учредил особый праздник в честь Диспатера и Прозерпины, который отмечался каждые сто лет. «Секулярные игры» проходили с искупительными ночными жертвоприношениями. Согласно легенде, круглый мраморный алтарь Диспатера и Прозерпины (Ara Ditis Patris et Proserpinae) был чудесным образом обнаружен слугами сабина Валезия, предка первого консула, в 6 метрах под землёй, когда слуги готовили место для фундамента в Таренте на краю Марсового поля, следуя инструкциям, данным детям Валезия во сне. После трёх дней жертвоприношений Валезий закопал алтарь вновь, и в дальнейшем на нём приносились жертвы во время Терентинских игр (Ludi Terentini). Возможно, инвентарь каждый раз выкапывали для игр, чтобы закопать впоследствии (явно хтоническая традиция поклонения). Он был вновь обнаружен в 1886—1887 годах под улицей Корсо Витторио Эмануэле в Риме.
Помимо того, что Диспатер считался предком галлов, его иногда отождествляли с сабинским богом Соранусом. В Южной Германии и на Балканах супругой Диспатера считалась кельтская богиня Эрикъюрэ. Диспатер изредка ассоциировался с иноземными божествами под сокращённым именем Дис.